# Regine Dura
Regine Dura (* 1963 in Mainz) ist eine deutsche Dokumentarfilmregisseurin, Theatermacherin und Autorin. Sie gilt als eine der wichtigsten Vertreterinnen im deutschsprachigen Dokumentartheater. Seit 2024 ist sie Mitglied in der Deutschen Akademie der Darstellenden Künste.

## Werdegang
Dura studierte Theater-, Film- und Medienwissenschaft, Germanistik, Politologie und Kunstpädagogik in Marburg und Frankfurt am Main. Anschließend studierte sie Video an der Hochschule der Künste Berlin. Ausgehend von Recherchen zu Transformationsprozessen in Südafrika entstand 2012 ihr Dokumentarfilm White Blood/Weißes Blut (ZDF/Arte) über ein rassistisches deutsch-südafrikanisches Adoptionsunternehmen.
Seit 2000 arbeitet sie im Dokumentartheater mit dem Regisseur Hans-Werner Kroesinger zusammen. In den gemeinsamen Produktionen zeichnet Dura verantwortlich für Recherche, Konzept und Text. Seit 2019 führen Dura und Kroesinger gemeinsam Regie. Ihre Arbeit Stolpersteine Staatstheater, welche sie am Badischen Staatstheater Karlsruhe inszenierten, wurde 2016 zum Berliner Theatertreffen eingeladen. 2021 wurde die Produktion auch auf dem Theatertreffen in China gezeigt.
Dura ist auch als Theatervermittlerin tätig. Unter anderem gab sie Workshops und Seminare zum Dokumentartheater an der Hochschule für Musik und Theater Rostock und für das Goethe-Institut auf den Philippinen.
Regine Dura lebt in Berlin.

## Werk

### Theater (Auswahl)
- 2013: FRONTex SECURITY, HAU Hebbel am Ufer, Berlin
- 2014: Exporting War, HAU Hebbel am Ufer, Berlin
- 2014: Schlachtfeld Erinnerung 1914/2014, HAU Hebbel am Ufer, Berlin
- 2015: Stolpersteine Staatstheater, Badisches Staatstheater Karlsruhe
- 2016: GRAECOMANIA 200 years, HAU Hebbel am Ufer, Berlin
- 2018: Kultur verteidigen, Maxim Gorki Theater, Berlin
- 2019: Schwarze Ernte, HAU Hebbel am Ufer, Berlin
- 2019: Brennende Erde, Schauspiel Leipzig
- 2022: Die Spiele müssen weitergehen – München 1972, Residenztheater München
- 2023: Gold, Glanz und Götter, Theater Basel
- 2023: Letzte Station Torgau. Eine kalte Umarmung, Schauspiel Leipzig
- 2023: SAAL 600: SPURENSUCHE, Staatstheater Nürnberg
- 2024: Doppelte Fassade – das Neptun zwischen Glamour und Geheimnis, Hochschule für Musik und Theater Rostock

## Auszeichnungen
2018: Stipendium der Villa Kamogawa, Kyoto